# Лашак, Ян
Ян Лашак (словац. Ján Lašák; 10 апреля 1979, Зволен, Чехословакия) — словацкий хоккеист, вратарь. Чемпион мира 2002 года в составе сборной Словакии. Тренер в Сборной Словакии.

## Биография
Начал карьеру в клубе «Зволен». На драфте НХЛ 1999 года был выбран во 2-м раунде, под общим номером 65, командой «Нэшвилл Предаторз». Затем играл в низших лигах Северной Америки, за «Предаторз» выступал в 2002—2003, на площадке появлялся редко. В 2003 году перешёл в российский СКА, где провёл один сезон, после чего перешёл в «Пардубице», где выступал следующие пять лет и в составе которого стал чемпионом Чехии 2004/05. В 2009 году перешёл в «Кошице». 22 декабря 2009 года подписал контракт с российским «Атлантом». Летом 2010 года контракт был расторгнут, и после этого игрок долгое время оставался безработным. 7 ноября 2010 года Лашак подписал контракт до конца сезона с финским клубом «Йокерит». Отыграв один сезон в Финляндии, вернулся в Россию, где подписал контракт с хабаровским «Амуром» в составе которого играл до 2013 года. 6 января 2013 года перешёл в московский «Спартак» до конца сезона. По окончании сезона Лашек вернулся на родину, где подписал контракт с клубом «Дукла» Тренчин из словацкой экстралиги.

### Сборная
Участник молодёжного чемпионата мира 1999 года (бронза). Участник чемпионата мира 2000 (серебро), 2001, 2002 (золото), 2003 (бронза), 2004, 2005, 2006, 2008, 2009, Олимпийских игр 2002, 2006, Кубка мира 2004.

## Статистика
```
Season   Team                        Lge        GP       GA     GAA
--------------------------------------------------------------------
1998-99	 HKM Zvolen	             Slovakia	8	4.50
1999-00	 Hampton Road Admirals	     ECHL	59	2.55	.917
2000-01	 Milwaukee Admirals	     IHL	43	2.61	.913
2001-02	 Nashville Predators	     NHL	3	4.41	.875
         Milwaukee Admirals	     AHL	34	2.39	.916	
2002-03	 Nashville Predators	     NHL	3	3.33	.872
         Milwaukee Admirals	     AHL	40	2.85	.901	
2003-04	 SKA St. Petersburg	     RSL	34	2.40	.909
2004-05	 HC Pardubice	             Czechia	46	2.34	.930
2005-06	 HC Pardubice	             Czechia	33	2.54	.927
2006-07	 HC Pardubice	             Czechia	45	2.58	.930
2007-08	 HC Pardubice	             Czechia	45	2.71	.926
2008-09	 HC Pardubice	             Czechia	37	2.74	.919
2009-10	 HC Kosice	             Slovakia	17	2.89	.901
2009-10	 HC Atlant	             KHL	21	2.50	.908
2010-11  Jokerit                     SM-liiga
2011-12  Amur                        KHL        27      70      2.74

Lge — лига, в которой выступал игрок.
GP — сыгранные матчи.
GA — пропущенные шайбы.
GAA — среднее число пропускаемых за матч шайб.

```

## Награды
- Медаль Президента Словацкой Республики (14 мая 2003 года)[3]
- Крест Президента Словацкой Республики I степени (15 мая 2002 года)[4]